# محمد عبيشة
محمد عبيشة (16 يناير 1980) هو لاعب كرة طائرة مغربي.

## إنجازات المهنة
إلى جانب زهير الجروي، فاز بالميدالية الذهبية في بطولة إفريقيا للكرة الطائرة الشاطئية في مابوتو 2017، وبطولة إفريقيا للكرة الطائرة الشاطئية 2019 في أبوجا، والميدالية البرونزية في دورة الألعاب الشاطئية الأفريقية 2019، والميدالية الفضية في دورة الألعاب الأفريقية 2019 في الرباط.

### دورة الألعاب الأولمبية الصيفية 2020 فيطوكيو
مثل المغرب في دورة الألعاب الأولمبية الصيفية 2020 إلى جانب زهير الجروي. هُزم الثنائي في جميع أحداث الكرة الطائرة الشاطئية الثلاث.

## روابط خارجية
- محمد عبيشة على موقع الاتحاد الدولي beach volleyball database (الإنجليزية)
- محمد عبيشة على موقع قاعدة بيانات الكرة الطائرة الشاطئية (الإنجليزية)
- محمد عبيشة على موقع اللجنة الأولمبية الدولية (الإنجليزية)
- محمد عبيشة على موقع أوليمبيديا (الإنجليزية)
- محمد عبيشة على موقع اللجنة الأولمبية المغربية (الفرنسية)